# Tratado Básico

Mapa-bandera de las 2 Alemanias (1959-1990)

El Tratado Básico (en alemán: Grundlagenvertrag) es el nombre abreviado del Tratado sobre la base de las relaciones entre la República Federal de Alemania y la República Democrática Alemana (en alemán: Vertrag über die Grundlagen der Beziehungen zwischen der Bundesrepublik Deutschland und der Deutschen Demokratischen Republik). Bajo los términos de este tratado, Alemania Occidental y Alemania Oriental se reconocieron por primera vez como Estados soberanos, marcando para Alemania Occidental el fin de la Doctrina Hallstein.
Después de la entrada en vigor del Acuerdo Cuatripartito sobre Berlín (un acuerdo de 1971 por el cual los Estados Unidos, Francia, el Reino Unido y la Unión Soviética confirmaron su autoridad sobre Berlín y flexibilizaron las comunicaciones entre las dos partes de la ciudad), los dos estados alemanes iniciaron negociaciones sobre un Tratado Básico. 
Como parte de la Ostpolitik del Canciller Willy Brandt, el tratado fue firmado el 21 de diciembre de 1972 en Berlín Oriental. Fue ratificado al año siguiente en Alemania Occidental, a pesar de la oposición de los derechistas de línea dura. Entró en vigor en junio de 1973.
La firma del tratado pavimentó el camino para que los dos estados alemanes fueran reconocidos por la comunidad internacional. Asimismo, se establecieron relaciones diplomáticas entre la República Democrática Alemana y los países occidentales. Como consecuencia del tratado, ambas naciones alemanas también fueron admitidas en las Naciones Unidas el 18 de septiembre de 1973.
Según los términos del Tratado, los dos Estados establecieron embajadas de facto conocidas como "misiones permanentes", encabezadas por "representantes permanentes", que sirvieron como embajadores de facto. Alemania Occidental envió su primer representante permanente en febrero de 1974, pero las relaciones diplomáticas formales nunca se establecieron antes de la reunificación alemana en octubre de 1990.